# Clôture religieuse

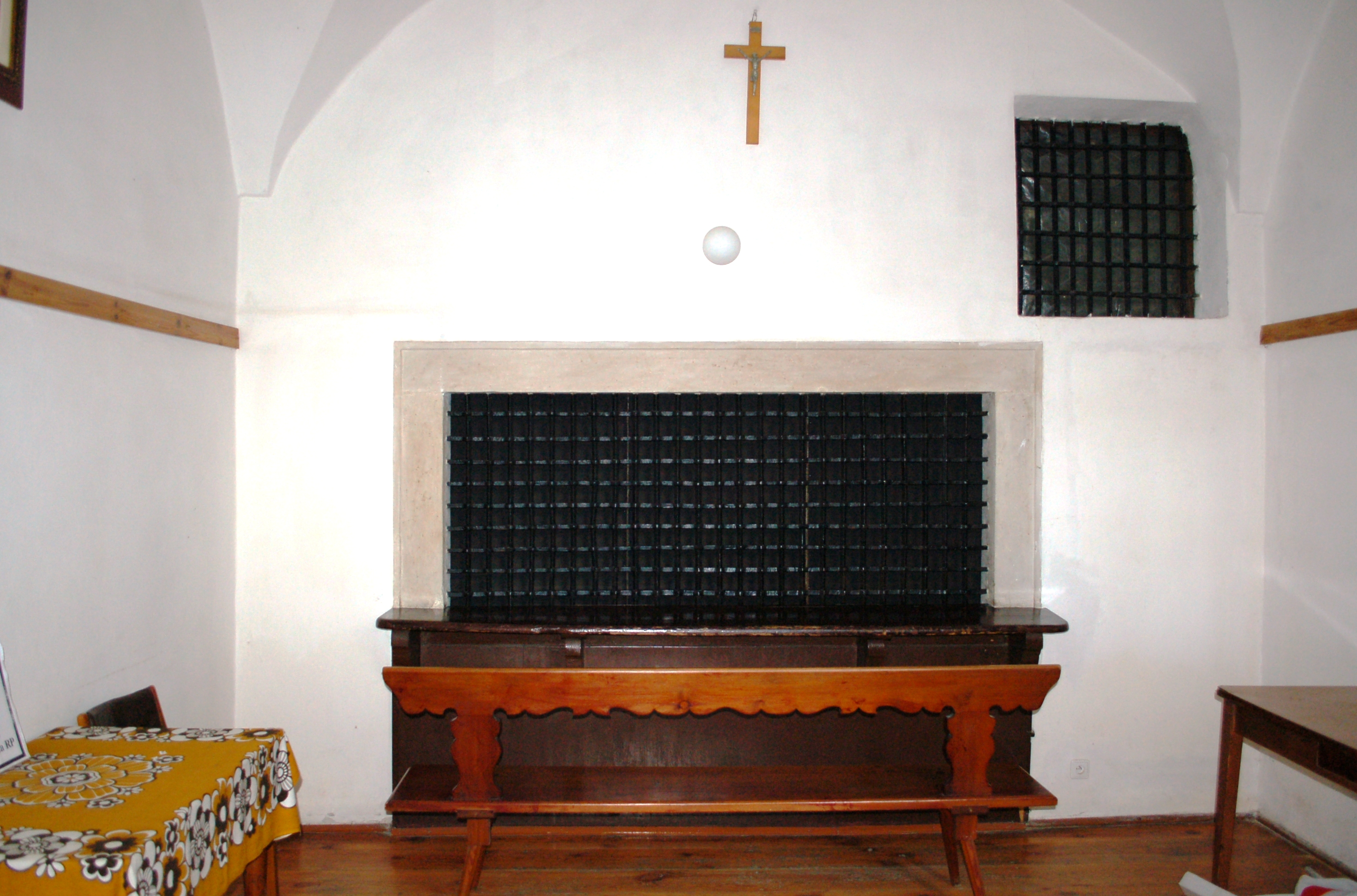
Double grillage du parloir des Visitandines de Varsovie : expression de la clôture.

La clôture religieuse (ou clôture monastique en certains lieux) est l’espace réservé aux moines ou moniales, religieuses ou religieux (qui sont dits alors cloîtrés) dans un monastère, couvent ou abbaye.
Autrefois, dans le catholicisme, elle était strictement fermée et délimitée par un obstacle physique (mur, grille, porte verrouillée). Depuis le concile Vatican II, elle est adaptée aux circonstances de lieux et aux nécessités de la vie apostolique des congrégations ou ordres concernés. 
Ainsi, sans être supprimée, la clôture religieuse a pris aujourd’hui un sens plus symbolique, tout en conservant la double dimension de « consécration » (appartenance à Dieu) et de « protection ascétique » (de la vie religieuse).

## Anthropologie religieuse
Dans une perspective anthropologique la clôture religieuse est une expression particulière, parmi d’autres, de la séparation entre le « profane » et le « sacré », séparation qui se retrouve dans toutes les religions, des plus simples aux plus élaborées.

## Origine
La première règle cénobitique (IVe siècle), celle de Pacôme le Grand, ne fait aucune mention de clôture. Des précautions existent cependant qui règlent les rapports entre moines et moniales : besoin de permission pour sortir, présence d’une tierce personne, etc. Augustin d'Hippone recommande simplement aux moniales de rester groupées lorsqu’elle sortent du monastère. 
Au VIe siècle, en Orient, des monastères d’hommes et de femmes admettent encore indifféremment des postulants de l’un ou l’autre sexe. Ces monastères doubles n’ont cependant pas bonne réputation et en 529 l’empereur Justinien intervient : il impose, par l’intermédiaire des évêques, une stricte séparation. Comme, pour la gestion des biens temporels et le soin des âmes, les monastères féminins ont besoin d’hommes, trois moines sont mis à leur disposition, qui ne peuvent cependant s’adresser qu’à la supérieure. Il n’est pas défendu aux moniales de sortir de leur couvent, ni même de loger à l’extérieur (sauf dans un monastère masculin).
C’est ainsi le souci de séparer moines et moniales (la ‘précaution ascétique') qui est à l’origine de la clôture.

## Clôture passive et active
En Occident, au VIe siècle, la règle ‘ad virgines’ de Césaire d'Arles, - première règle monastique composée spécifiquement pour communautés féminines - interdit aux femmes non-religieuses de pénétrer dans un monastère féminin. C’est la naissance de la clôture passive (exclusion des étrangers et visiteurs). La clôture active (interdiction aux moniales de sortir) s’impose peu après. 
Elle est acquise au concile de Ver de 755 (à Ver, dans l’Oise) : interdiction, même aux abbesses de sortir « sinon en temps de guerre, ou si convoquée par le roi ». En 789, Charlemagne donne des instructions similaires à ses missi dominici. L’interdiction sera assouplie quelque peu par d’autres synodes régionaux, autorisant les abbesses à sortir « avec la permission de l’évêque et si accompagnée» (en 800, en Bavière) ou même « pour faire une course urgente » (en 813, Chalon-sur-Saône).
Dans la grande efflorescence de la vie religieuse des XIe au XIIIe siècle, avec la naissance de grands ordres internationaux, la multiplication de monastères et couvents féminins qui pour beaucoup demandent l’affiliation aux ordres masculins (ce qui nécessite la présence de moines) effraye les abbés et supérieurs généraux. Devant les hésitations et la mauvaise volonté des abbés, des moniales font appel au pape qui souvent contraint les monastères masculins à accepter leur affiliation. Aussi le chapitre général de Cîteaux légifère en 1228 : « Si un commandement du pape ou quelqu’autre nécessité nous oblige à agréger à l’Ordre quelques monastère ce ne sera qu’à deux conditions : des bâtiments propres à permettre la clôture et des biens suffisants pour dispenser de mendier ». Ici il s’agit bien de la clôture active, c’est-à-dire de l’interdiction de sortir du monastère, déjà en vigueur chez les cisterciennes (depuis 1213).
Pour éviter la tentation même de sortir, les Prémontrés ont une solution originale : leur chapitre général de 1290 impose que les norbertines aient la tête complètement rasée trois fois par an.

## Clôture papale
Avec le décret Periculoso de Boniface VIII (en 1298) la clôture devient universelle et papale, c’est-à-dire fixée par l’autorité suprême de l’Église. Pour mettre fin à des abus qui ont lieu dans des monastères féminins non affiliés aux grand ordres religieux, Boniface VIII impose la clôture à toutes les maisons religieuses : toutes les moniales devront désormais demeurer dans leur monastère sous une clôture perpétuelle, sauf en cas de maladie grave ou dangereuse. Aucune personne ne peut entrer à l’intérieur du couvent à moins d’y avoir été autorisée par le supérieur compétent, et pour un motif raisonnable. 
Dans son décret De regularibus le concile de Trente (XVIe siècle) se contente de rappeler le décret de Boniface VIII, donnant seulement des précisions sur qui a autorité pour donner permission d’en sortir et quels seraient les ‘motifs raisonnables’. Il ajoute une sanction : qui entrerait dans un monastère sans permission serait excommunié ipso facto.
Les textes d’exécution des décisions du concile vont, dans les années qui suivent, vers une sévérité et rigidité croissantes. Pie V, en 1566 (dans Circa Pastoralis) pose deux principes absolus : toutes les religieuses qui font des vœux solennels sont tenues à la clôture religieuse, et toutes les femmes  appartenant à quelque ordre que ce soit doivent faire des vœux solennels. En 1570 le même pape déclare excommuniée ipso facto toute moniale qui sortirait de son monastère sans permission, excommunication étendue à ceux qui les accueillent. Le document précise quelques causes légitimes de sortie : un grand incendie, une maladie contagieuse... Son successeur  Grégoire XIII supprime les privilèges accordés à la noblesse (en 1575) et règle sévèrement l’entrée en clôture des cardinaux, évêques et dignitaires ecclésiastiques (1581). 
Au XVIIIe siècle des restrictions sont apportées même aux visites au parloir.  En fait cette législation draconienne (dont on ne sait pas exactement dans quelle mesure elle fut respectée) est nécessaire, étant donné les mœurs du siècle. Beaucoup de jeunes filles entraient au couvent sans vocation religieuse, simplement poussées par leur famille qui les ‘casait’ ainsi de manière honorable et sans trop de frais.  Pour maintenir l’ordre dans des communautés sans grand esprit religieux des règles rigoureuses sont nécessaires. Benoît XIV intervient quatre fois pour lutter contre les violations de clôture : en 1741, 1742, 1747 et 1749.

## AuXXesiècle
Le code de droit canon de 1917 qui, pour la première fois, rassemble et organise de manière systématique la législation de l’Église catholique romaine, n’innove pas dans ce domaine (canons 597-607). Un renforcement de la discipline: les religieuses ne peuvent pas être vues de l’extérieur ni ne peuvent voir ce qui s’y passe. Un assouplissement également : moins de restriction lors de visites au parloir (en fait beaucoup de prescriptions du XVIIe siècle étaient tombées en désuétude).
L’instruction du 6 février 1924, sur la clôture des moniales à vœux solennels est le point d’orgue dans ce domaine. Le texte du Cardinal Gasparri est long, précis et tatillon. Plus rien n’est laissé au hasard et à l’initiative locale : les fenêtres doivent avoir des vitres opaques (ne pas être vues et ne pas voir), les deux grilles du parloir, scellées dans le mur, doivent être distantes de 20 centimètres au moins (empêcher le contact), etc.  
Les circonstances historiques de l’origine de la clôture (séparation des moniales des moines) sont oubliées.  Les religieuses sont pratiquement des recluses. Du côté masculin la clôture, sans disparaître, a évolué très différemment : il n’a jamais pris une forme aussi rigide.  
Le concile Vatican II, dans le décret  Perfectae Caritatis sur la Vie religieuse (1965) a notablement réduit le champ d’application de la stricte clôture papale. Il dit simplement : « La clôture papale pour les moniales de vie uniquement contemplative sera maintenue, mais une fois recueillis les avis des monastères eux-mêmes, on l’adaptera aux circonstances de temps et de lieu, supprimant les usages désuets » (N°16).
Le nouveau code de droit canon (1983) dans son canon 667 interprète en souplesse le texte du concile. Toute communauté religieuse doit avoir un « espace réservé » : il doit être défini en tenant compte du caractère et de la mission particulière de l’institut religieux. Une discipline plus stricte de clôture papale doit être observée dans les monastères et couvents de vie contemplative.

## Valeur spirituelle de la clôture
Si l’origine ascétique de la clôture est indubitable - avec son aspect de séparation qui est protection vis-à-vis des dangers du monde extérieur - elle n’en a pas moins acquis au cours des siècles une dimension positive et spirituelle non négligeable. De grands spirituels tels que Jean de la Croix et Thérèse d’Avila étaient des « amoureux » de la clôture car elle protégeait leur solitude, c’est-à-dire leur communion avec Dieu. La solitude, lieu de rencontre privilégiée avec Dieu doit être protégée. 
Les auteurs spirituels au cours des siècles ont toujours insisté sur le fait que la clôture « matérielle » n’était qu’un rempart extérieur. Plus important encore est la clôture « spirituelle » c’est-à-dire la garde des sens, des yeux, de l’imagination, du cœur. C’est le « cloître intérieur » qui compte. Ce thème est développé par Hugues de Fouilloy dès le XIIe siècle. 
La radicalité du choix religieux est soulignée par la séparation totale : toutes les portes du monde sont fermées « pour ne vivre qu’en le Christ pendant le temps et dans l’éternité ». Les fondateurs d’ordre ne craignent pas les images fortes. L’abbé de Rancé s’adresse ainsi à ses moines : « Le monastère du moine est son sépulcre, et il doit y attendre en repos que le Sauveur du monde l’appelle, comme autrefois il appela Lazare quand il voulut le retirer du tombeau ». 
L’aspect de séparation du monde doit être également présent chez les religieux de vie apostolique même si de manière différente : « Vivre dans le monde comme n’en étant pas » (Jn 17 :15-16) suivant la parole et l’enseignement de Jésus-Christ. L’esprit intérieur (clôture spirituelle) doit suppléer ou remplacer des barrières extérieures quasi inexistantes. Saint Vincent de Paul s'adressant aux filles de la Charité : « vous aurez pour monastère les chambres des malades, pour cloître les rues de la ville, pour grille la crainte de Dieu, pour voile la sainte modestie ».